# Afrephialtes brumhus
Afrephialtes brumhus là một loài tò vò trong họ Ichneumonidae.